# Distrito de Río Magdalena
El distrito peruano de Río Magdalena es uno de los doce distritos de la provincia de La Mar, al noreste del departamento de Ayacucho.

## Historia
Fue creado el 8 de marzo de 2021 mediante la Ley N° 31135 por aprobación del Congreso de la República y publicado en el diario oficial El Peruano, durante el gobierno del presidente Francisco Sagasti en 2021.